# Серлиг-Хем
Серлиг-Хем — річка у Республіці Тива, Росія, впадає у річку Бій-Хем (Великий Єнісей) за 410 км від її гирла, належить до басейну Єнісею. Довжина водотоку 122 км, площа басейну 3130 км².

## Притоки
У Серлиг-Хем впадають такі річки (км від гирла):
- Річка без назви (10 км)
- Деер-Туруг (12 км)
- Таймак (27 км)
- Хан (36 км)
- Сугуне (50 км)
- Маймалиш (57 км)
- Алди-Кожеме (71 км)
- Тазаран (79 км)
- Джолус (88 км)
- Кожеме Верхня (92 км)
- Сурхая (98 км)